# لوته راینیگر
لوته راینیگر (آلمانی: Lotte Reiniger؛ ۲ ژوئن ۱۸۹۹ – ۱۹ ژوئن ۱۹۸۱) کارگردان اهل آلمان و پیشگام سبک انیمیشن ضدنور بود. او نزدیک به چهل فیلم با روش ابداعی خودش ساخت، از جمله ماجراهای شاهزاده احمد (Die Abenteuer des Prinzen Achmed) که قدیمی‌ترین پویانمایی باقی‌مانده در تاریخ سینما به‌شمار می‌آید. لوته راینیگر از پیشگامان پویانمایی است.